# Torneo ATP de Amberes 2022
El European Open 2022 será un torneo de tenis perteneciente al ATP Tour 2022 en la categoría ATP Tour 250. El torneo tuvo lugar en la ciudad de Amberes (Bélgica) desde el 17 hasta el 23 de octubre de 2022 sobre canchas duras.

## Distribución de puntos y premios
| Modalidad            | Campeón | Finalista | Semifinales | Cuartos de final | 2ª ronda | 1ª ronda | Clasificados | 2ª ronda de clasificación | 1ª ronda de clasificación |
| Individual masculino | 250     | 165       | 100         | 50               | 25       | 0        | 13           | 7                         | 0                         |
| Dobles masculino     | 250     | 150       | 90          | 45               | 20       | 0        | -            | -                         | -                         |

## Cabezas de serie

### Individuales masculino
| Tenista                 | Ranking | Preclasificado |
| Hubert Hurkacz          | 11      | 1              |
| Félix Auger-Aliassime   | 13      | 2              |
| Diego Schwartzman       | 18      | 3              |
| Karen Khachanov         | 19      | 4              |
| Daniel Evans            | 25      | 5              |
| Francisco Cerúndolo     | 29      | 6              |
| Botic van de Zandschulp | 34      | 7              |
| Yoshihito Nishioka      | 41      | 8              |

- Ranking del 10 de octubre de 2022.[2]

### Dobles masculino
| Tenistas                             | Ranking | Preclasificados |
| Juan Sebastián Cabal Robert Farah    | 30      | 1               |
| Rohan Bopanna Matwé Middelkoop       | 45      | 2               |
| Kevin Krawietz Andreas Mies          | 56      | 3               |
| Nicolas Mahut Édouard Roger-Vasselin | 67      | 4               |

## Campeones

### Individual masculino
Félix Auger-Aliassime venció a  Sebastian Korda por 6-3, 6-4

### Dobles masculino
Tallon Griekspoor /  Botic van de Zandschulp vencieron a  Rohan Bopanna /  Matwé Middelkoop por 3-6, 6-3, [10-5]